# Campeonato Mundial de Tiro con Arco al Aire Libre de 1979
El XXX Campeonato Mundial de Tiro con Arco al Aire Libre se celebró en Berlín Occidental (RFA) entre el 14 y el 22 de julio de 1979 bajo la organización de la Federación Internacional de Tiro con Arco (FITA) y la Federación Alemana de Tiro con Arco.

## Medallistas

### Masculino
| Evento                  | Oro                                                        | Plata                                          | Bronce                                                          |
| ----------------------- | ---------------------------------------------------------- | ---------------------------------------------- | --------------------------------------------------------------- |
| Arco recurvo individual | Darrell Pace Estados Unidos                                | Richard McKinney Estados Unidos                | Rodney Baston Estados Unidos                                    |
| Arco recurvo por equipo | Darrell Pace Richard McKinney Rodney Baston Estados Unidos | Harry Wittig Armin Garnreiter Willi Müller RFA | Patrick De Koning · Marnix Vervinck · Emiel Vercaigne · Bélgica |

### Femenino
| Evento                  | Oro                                                   | Plata                                         | Bronce                                               |
| ----------------------- | ----------------------------------------------------- | --------------------------------------------- | ---------------------------------------------------- |
| Arco recurvo individual | Kim Jin-Ho Corea del Sur                              | Judith Adams Estados Unidos                   | Carole Toy Australia                                 |
| Arco recurvo por equipo | Kim Jin-Ho Hwang Suk-Zoo Park Yeong-Suk Corea del Sur | Carole Toy Terry Donovan Leah Feldt Australia | Susan Willcox Rachel Fenwick Joyce Asher Reino Unido |

## Medallero
| Núm. | País           | Oro | Plata | Bronce | Total |
| ---- | -------------- | --- | ----- | ------ | ----- |
| 1    | Estados Unidos | 2   | 2     | 1      | 5     |
| 2    | Corea del Sur  | 2   | 0     | 0      | 2     |
| 3    | Australia      | 0   | 1     | 1      | 2     |
| 4    | RFA            | 0   | 1     | 0      | 1     |
| 5    | Bélgica        | 0   | 0     | 1      | 1     |
| 5    | Reino Unido    | 0   | 0     | 1      | 1     |
|      | TOTAL          | 4   | 4     | 4      | 12    |